# 穆哈雷姆·科尔汗·亚马奇
穆哈雷姆·科尔汗·亚马奇（土耳其語：Muharrem Korhan Yamaç，1972年10月31日—），土耳其男子射击运动员。他曾代表土耳其参加2004年、2008年、2012年、2016年和2020年夏季残疾人奥林匹克运动会射击比赛，获得一枚金牌、一枚银牌和一枚铜牌。